# Dégradation d'un polymère
Pour les articles homonymes, voir Dégradation.

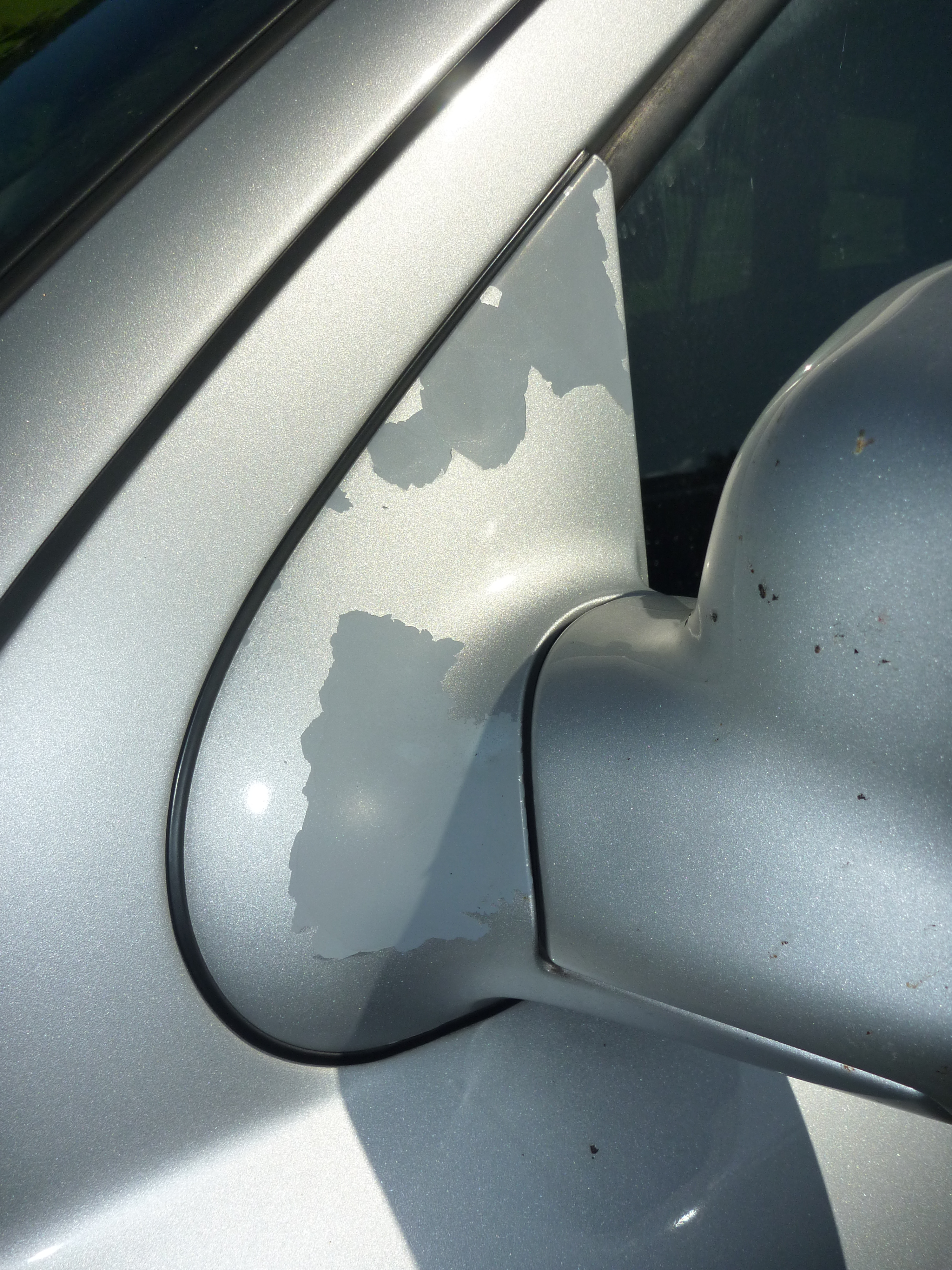
Délaminage d'une peinture automobile.

La plupart des polymères organiques (et des matériaux correspondants) sont, de par leur structure caténaire, considérés comme des composés « vivants », car sensibles à leur environnement et sujets au vieillissement. La dégradation d'un polymère est le changement, généralement non désiré, de ses propriétés physiques et mécaniques, causé par des facteurs environnementaux plus ou moins agressifs : attaque d'un produit chimique tel un acide concentré, dioxygène (oxydation), chaleur, radiation (photolyse), eau (hydrolyse), contrainte, etc. Ensemble, ces facteurs agissent souvent en synergie. La dégradation peut rendre le matériau inutilisable.

## Présentation

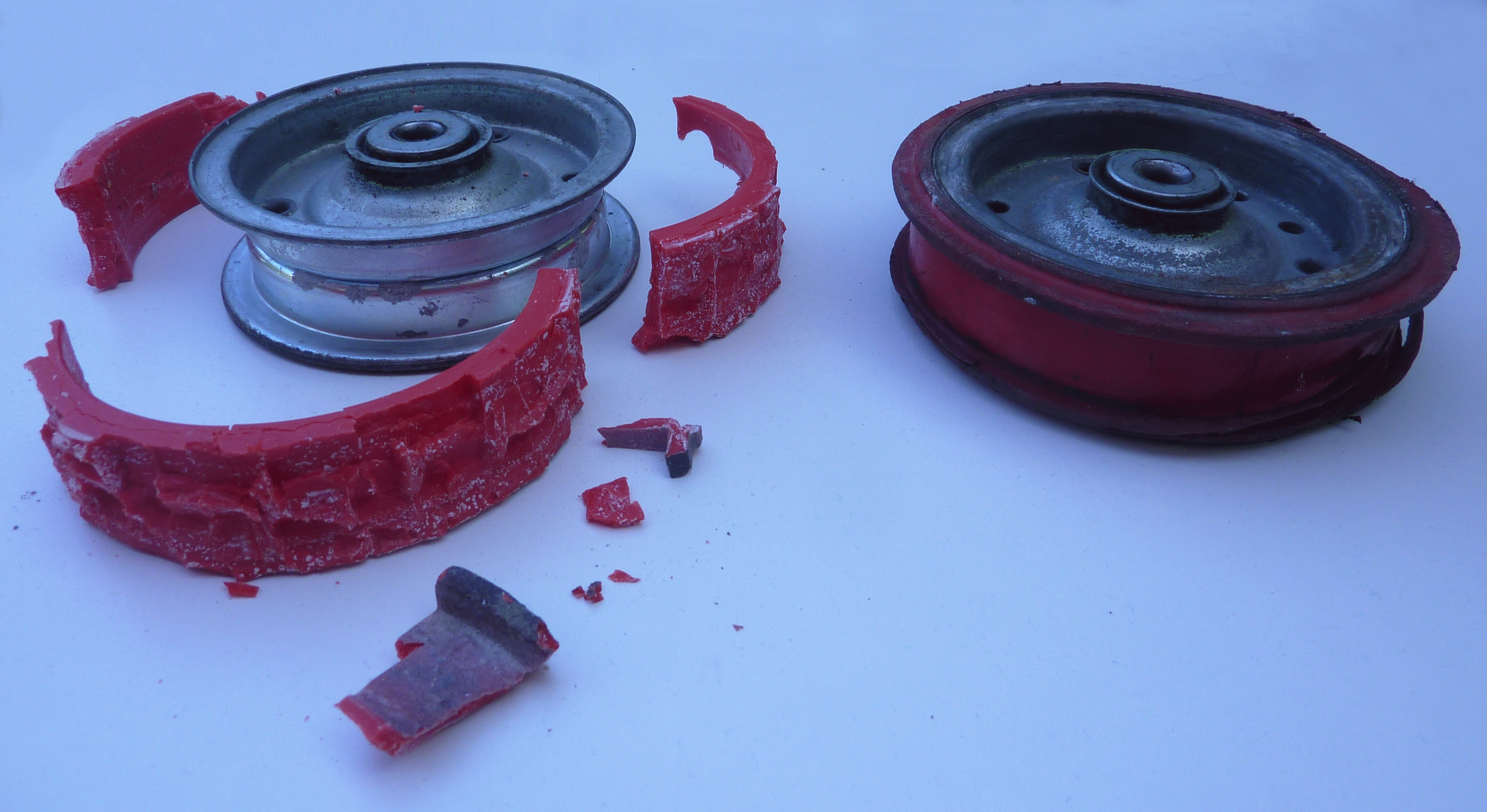
Dégradation du bandage d'une roue de caddie.

Les réactions de dégradation font partie, avec les réactions fonctionnelles classiques (celles des molécules ordinaires : additions, substitutions…) et les réactions de réticulation (ou de pontage, telles la vulcanisation), des trois grandes catégories de réactions chimiques des polymères.
La dégradation classique d'un polymère se produit en raison d'une scission de liaisons dans la chaîne, par homolyse ou hétérolyse, ce qui réduit la masse molaire du polymère. La dépolymérisation est un exemple de dégradation. En général, les polymères cristallins montrent une meilleure résistance environnementale que les polymères amorphes. Par exemple, le PPS et le PEEK (polymères très techniques, chers) possèdent une très grande résistance à la chaleur et aux solvants.
La plupart des dégradations (aussi appelées vieillissement, endommagements, altérations, détériorations) par les intempéries de quelques matériaux polymères organiques (mobilier en matière plastique, revêtements tels que peintures et vernis, films, etc.) sont causées par l'oxydation et l'exposition aux rayons UV de faible longueur d'onde, à la chaleur et à l'humidité (la rosée est plus dégradante que la pluie).
À titre d'exemple, les NR (caoutchouc naturel)/IR, SBR et BR (élastomères dits « généraux ») présentent certains défauts : une faible résistance aux vieillissements (vis-à-vis des facteurs : dioxygène, ozone, intempéries, chaleur, lumière UV), une faible résistance chimique (aux huiles et solvants hydrocarbonés), et leur limite haute de température d'utilisation en continu est inférieure à 80 °C.

## Typologie

### Dégradation thermique
Une des limitations à l'utilisation des polymères est leur plus ou moins bonne résistance à la chaleur. Une température élevée induit une dégradation thermique, et accélère souvent les effets des facteurs de dégradation. La plupart des polymères organiques se dégradent au-dessus de 200 °C. Les polymères thermoplastiques courants se dégradent à des températures relativement basses. La dégradation d'un polymère thermodurcissable nécessite en général plus d'énergie (apportée lors d'une pyrolyse, par exemple). La présence, dans la molécule d'un composé (par exemple un polymère), d'atomes de fluor (cas du PTFE…), de silicium, de bore ou de cycles aromatiques (motifs phényle, pyridine…), augmente sa thermostabilité.
Pour un type de copolymère donné, la proportion des monomères modifie les tenues en température.
La résistance à la chaleur d'un type d'élastomère donné diminue avec son taux d'insaturation (taux de doubles liaisons éthyléniques) ; de ce fait, des grades à faible taux d'insaturation seront choisis. Par ailleurs, la tenue à la chaleur d'un élastomère vulcanisé au soufre diminue avec la longueur des ponts sulfure ; la réversion est le phénomène de destruction des ponts si l'élastomère reste longtemps à haute température.

### Dégradation par la lumière et le dioxygène

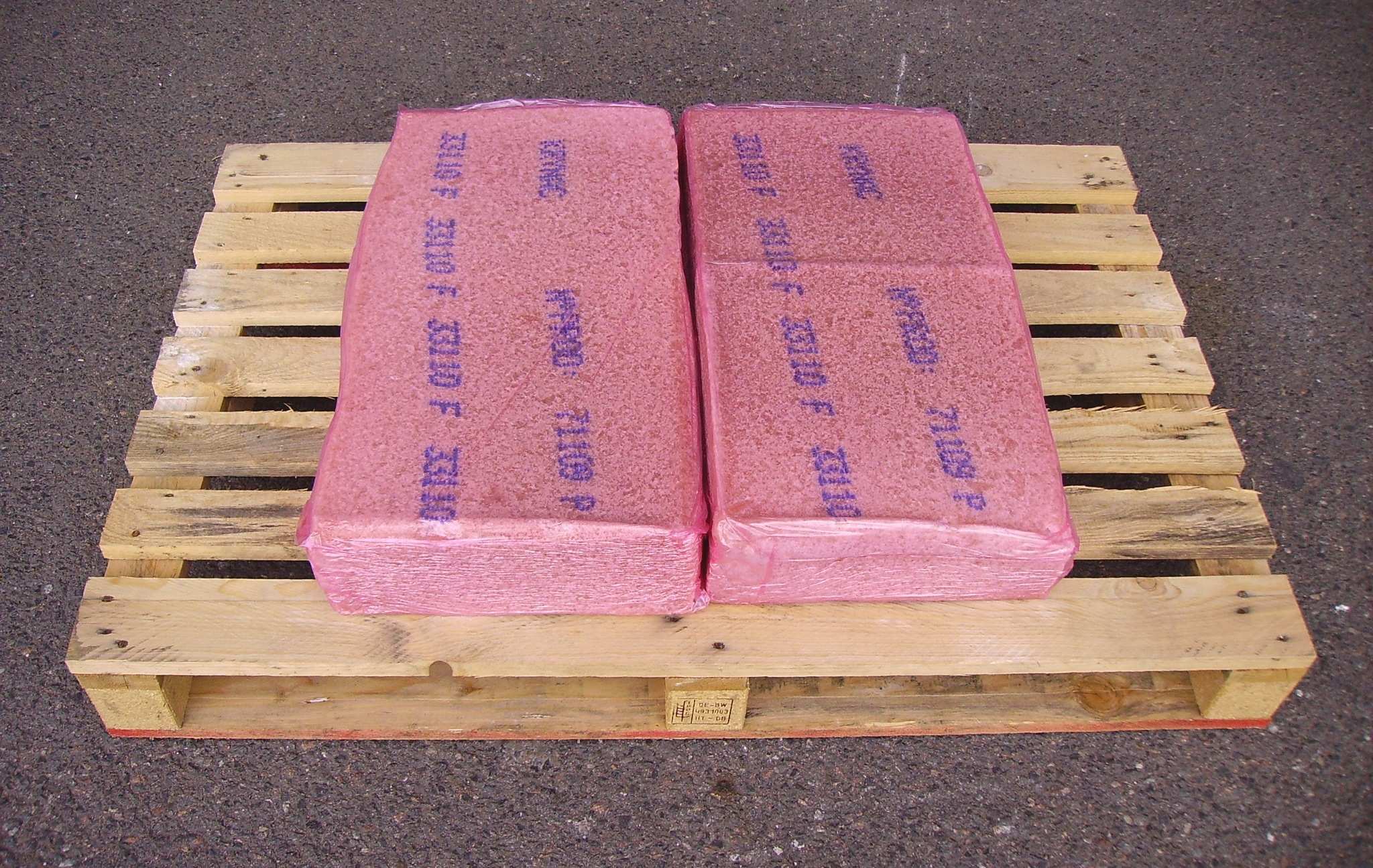
Balles de caoutchouc nitrile (NBR) protégées de la lumière par un film coloré.

Les polymères renfermant des chaînes aliphatiques sont sensibles à l'oxydation (la résistance à l'oxydation du PP est très inférieure à celle du PE). L'action combinée du dioxygène et de la lumière sur un polymère conduit à des ruptures de chaînes et crée des espèces instables [radicaux plus ou moins oxydés (R•, RO•, RO2•), peroxydes, hydroperoxydes] qui réagissent entre elles pour former des composés inactifs, ce qui dégrade le polymère. Les polymères insaturés sont particulièrement sensibles à la photo-oxydation (exemple : vieillissement du NR). L'ajout d'antioxydants permet de diminuer la vitesse de dégradation.

### Dégradation par hydrolyse
L'hydrolyse d'une chaîne polymère conduit à des fragments moléculaires de plus en plus courts jusqu'à la formation d'une petite molécule stable. Suivant les conditions d'hydrolyse, on obtient des chaînes plus ou moins longues. Par exemple, l'hydrolyse totale des polypeptides des protéines conduit aux acides α-aminés, tandis que celle de la cellulose ou de l'empois d'amidon conduit au glucose.

### Autres dégradations
Les impuretés d'un polymère sont favorables au vieillissement, elles peuvent catalyser sa dégradation. La présence, après fabrication, de résidus de peroxyde (amorceur de polymérisation) peut induire la dégradation du polymère ; une quantité minimale de peroxyde doit donc être utilisée. En présence de peroxyde, un caoutchouc butyle dépolymérise.
Certains élastomères insaturés sont très sensibles à l'ozonolyse, qui se traduit par la formation de craquelures (en).
On peut aussi citer la fissuration sous contrainte dans un environnement donné (en) (ESC en anglais) qui se produit pour certains polymères sous contrainte mécanique en contact avec certaines substances. La série de normes internationales ISO 22088 présentent différentes méthodes d'essai pour la détermination de l'ESC.
On peut aussi citer la dégradation par siccativation, la perte de résistance mécanique, d'élasticité, la rupture des chaînes polymères par action mécanique de cisaillement (contrainte mécanique) lors du mélangeage et de la mise en forme, et la réduction de la stabilité dimensionnelle, par absorption d'eau, d'objets moulés.

## Utilisation de stabilisants
La protection d'un polymère insaturé (exemple : NR, à insaturation élevée), vis-à-vis notamment de l'ozone et de la chaleur, est indispensable. En formulation, l'incorporation de stabilisants (en) (additifs ; charges renforçantes ou non) permet de retarder, ralentir ou inhiber les réactions responsables de la dégradation du matériau. Plusieurs antidégradants (en) sont utilisés en formulation d'élastomères. Les stabilisants (certains sont non alimentaires) sont en général classés selon leur mode d'action : antioxydants, anti-UV (en) (anti-lux) tels le PEDA, antiozonants (en), stabilisants thermiques, absorbeurs d'humidité, ignifugeants, agents anti-fatigue, fongicides, bactéricides, etc. Un inhibiteur peut être ajouté à un pré-polymère (préimprégné…) pour augmenter sa stabilité au stockage.

## Évaluation
La résistance d'un matériau polymère (telle la tenue aux intempéries d'un pneumatique ou d'une fenêtre en PVC), ainsi que la protection apportée par un revêtement polymère (peinture, revêtement vitrifié de parquet, mastic, insonorisant à base d'élastomère, etc.), peuvent être évaluées :
- au laboratoire : certaines enceintes simulent automatiquement plusieurs environnements, avec la possibilité de soumettre des cycles aux échantillons[8] ;
- certains essais de vieillissement climatique sont réalisés en extérieur ; un exemple typique est celui utilisant des plaques ou pièces métalliques peintes, disposées en rack et exposées en bord de mer pour faire intervenir la corrosion atmosphérique.

Les défauts observés peuvent être le changement de couleur (ex. : jaunissement causé par la solarisation), la diminution du gloss, le farinage, la friabilité, la fragilisation, le délaminage, la déformation (ex. : gonflement en présence d'un solvant) et l'exsudation par migration en surface de produits, tels un plastifiant d'élastomère incompatible.

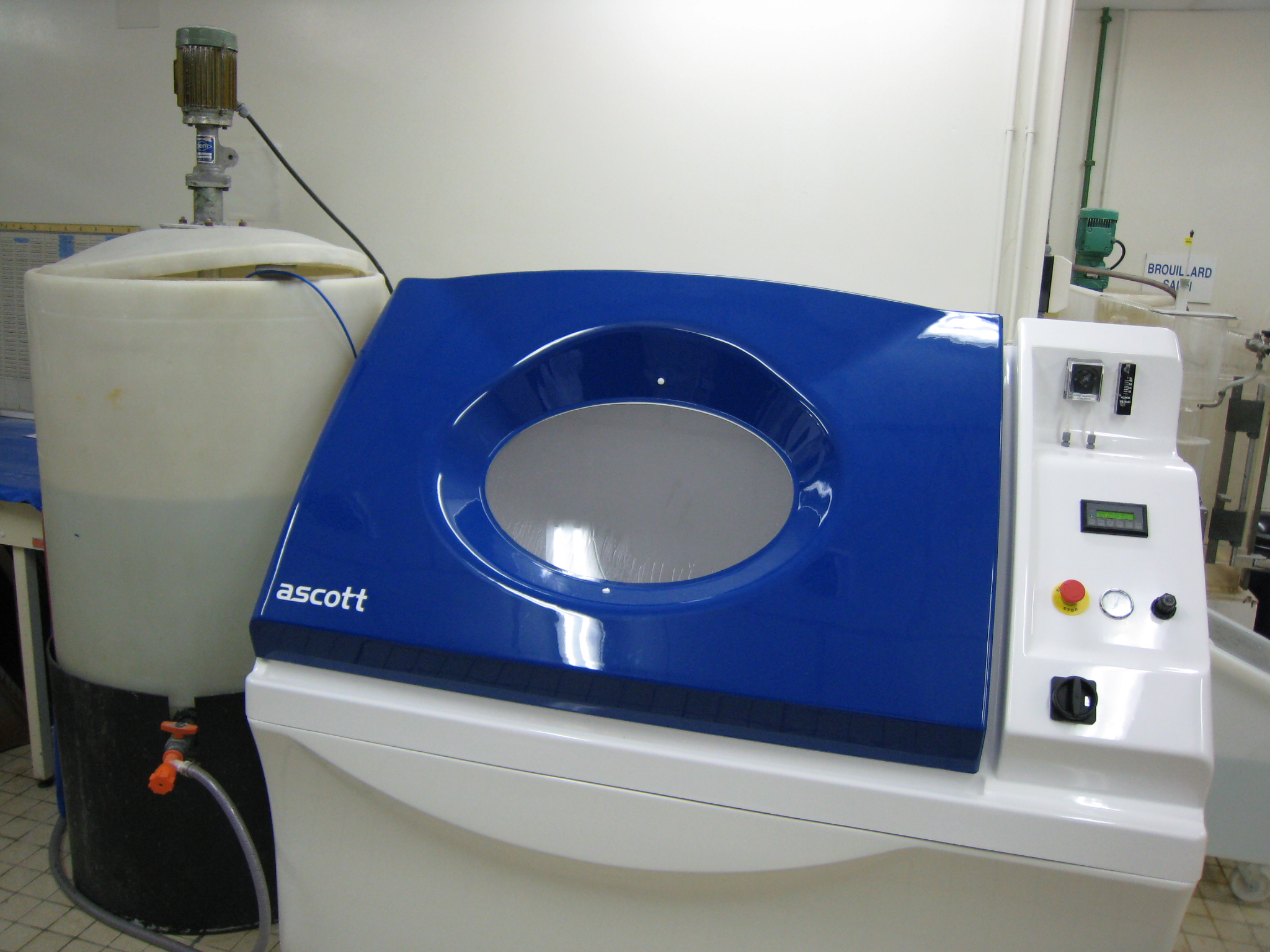
Enceinte dédiée à des essais de corrosion.
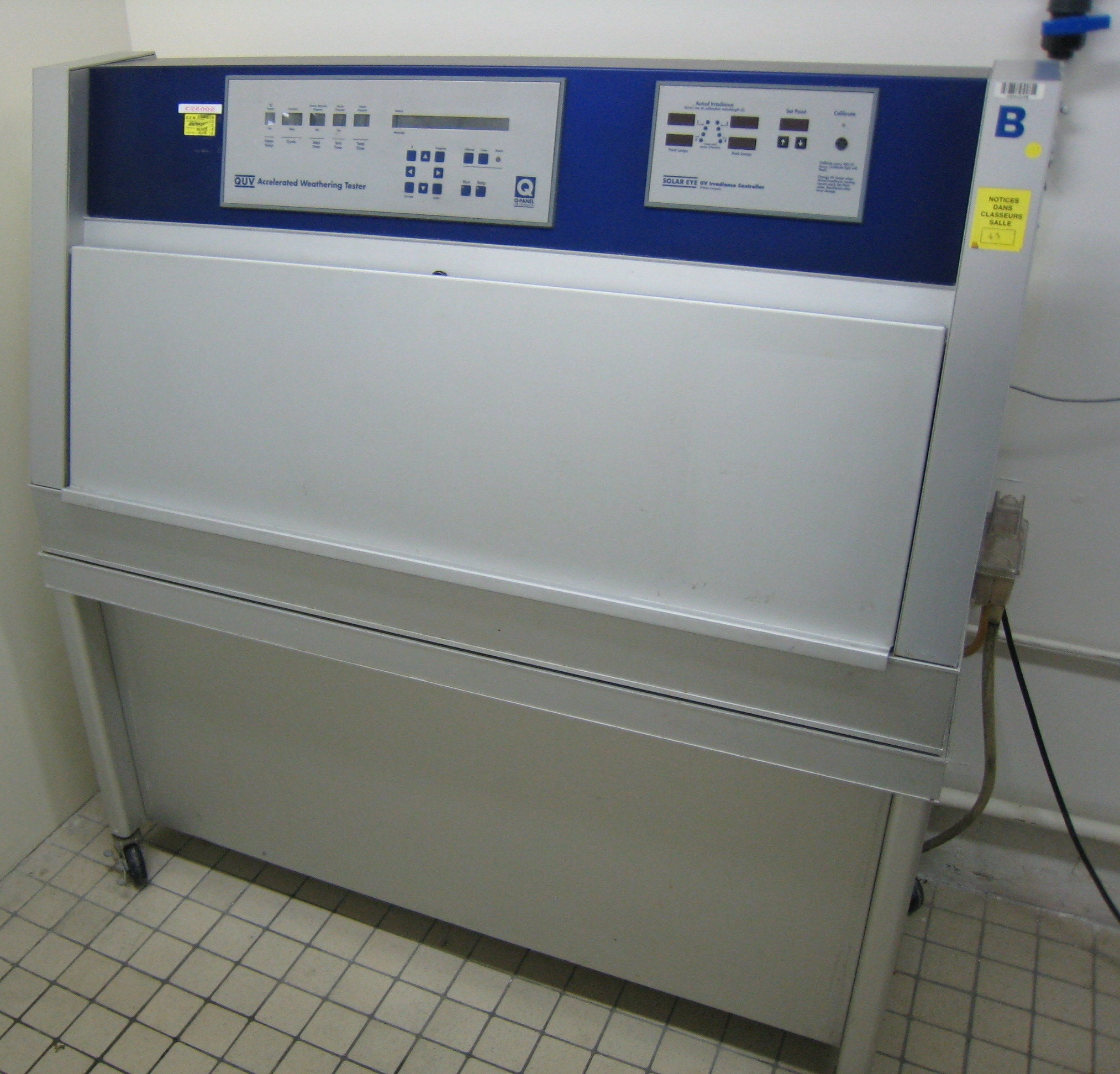
Enceinte pour évaluer le vieillissement climatique (en) : lumière UV, humidité et chaleur contrôlées.
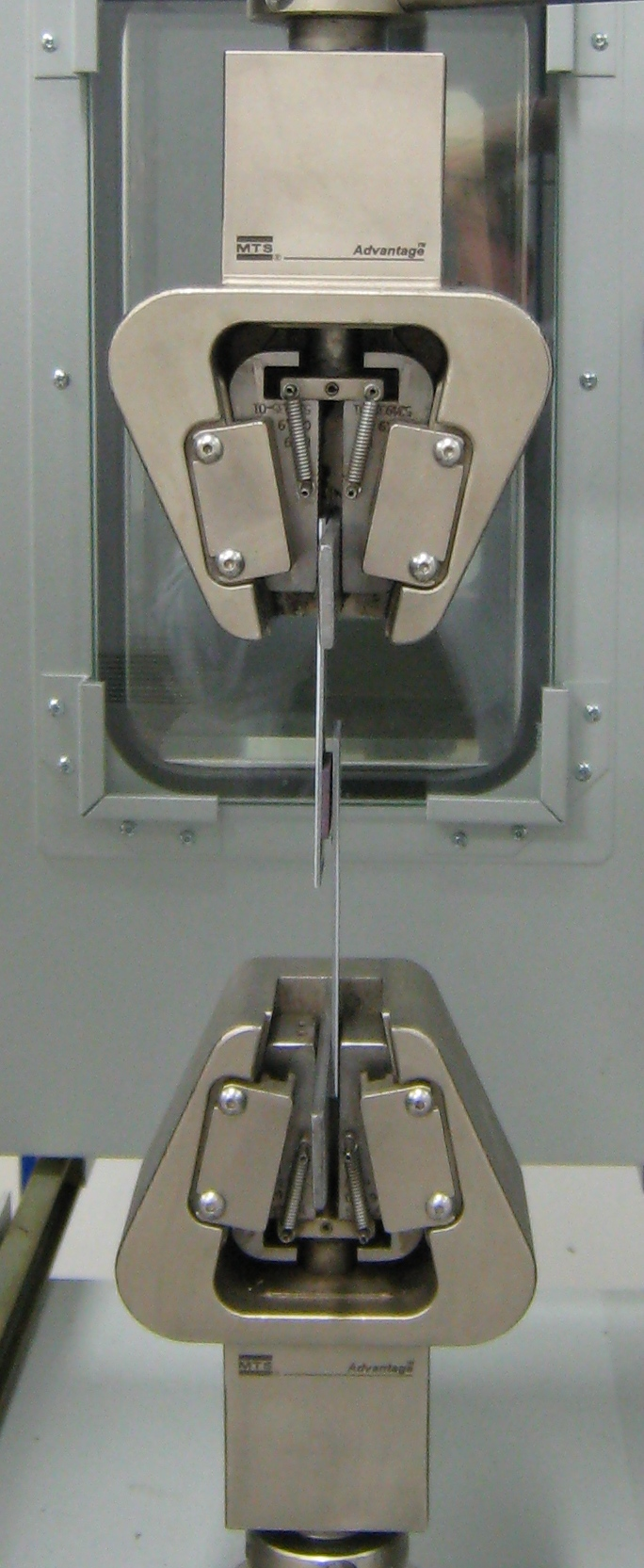
Vérification, par des mesures sur éprouvettes, des propriétés mécaniques d'un adhésif.
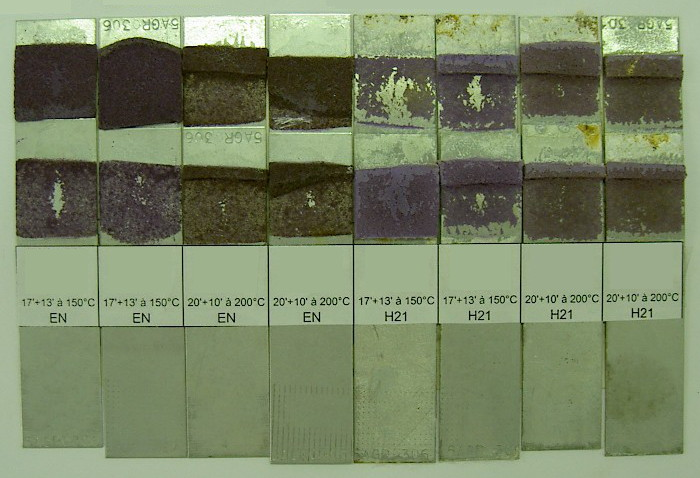
Effet d'un vieillissement accéléré (chaleur humide) sur l'adhésion d'un mastic époxyde.

## Applications
Les réactions de dégradation de polymères sont en général non désirées. Dans certains cas, elles seront favorisées :
- pour la biodégradation et la valorisation des déchets en matière plastique ;
- pour la détermination de structure. Par exemple, en déformulation, les composés identifiés (notamment par GC-MS) dans un pyrolysat de polymère permettent de connaître la nature du polymère (mais pas le grade) ;
- pour obtenir des composés plus solubles car à chaînes plus courtes.